# Haloxylon ammodendron
Haloxylon ammodendron är en trädart i växtsläktet Haloxylon, i familjen amarantväxter. Den kallas ibland saxaul eller svart saxaul, men namnet är inte vedertaget i svenskan.
Arten förekommer från mellersta och centrala Asien i Iran, Afghanistan, Turkmenistan, Mongoliet och Kina. Den växer i sandöknar, på sanddyner och i stäppområden upp till 1600 meter över havet. Trädet är centralt i ansträngningarna att genom omfattande planteringar minska problemen i före detta Aralsjön.
En besläktad art är Haloxylon persicum, eller den vita saxaulen. 